# براندون يونغ
براندون يونغ (16 نوفمبر 1991 ببالتيمور في الولايات المتحدة - ) (بالإنجليزية: Brandon Young)‏ هو لاعب كرة سلة أمريكي في مركز هجوم خلفي. لعب مع Texas Legends ‏.

## وصلات خارجية
- براندون يونغ على موقع كرة السلة الأوروبية.كوم (الإنجليزية)
- براندون يونغ على موقع كلية كرة السلة في سبورتس رفرنس.كوم (الإنجليزية)
- براندون يونغ على موقع ريلجم (الإنجليزية)
- براندون يونغ على موقع بروبوليرز (الإنجليزية)
- براندون يونغ على موقع سبورتس رفرنس (الإنجليزية)
- براندون يونغ على موقع سبورتس رفرنس (الإنجليزية)